# Время (фильм, 2006)
«Время» (кор. 시간) — художественный фильм южнокорейского режиссёра Ким Ки Дука, снятый в 2006 году.

## Синопсис
Молодая пара встречается уже два года. Юноша с интересом поглядывает на других, и девушка боится, что возлюбленный может от неё устать. Она заметно нервничает. Истерики приводят к тому, что однажды Чиу находит в себе силы заняться сексом с Сехи лишь только после того, как она предлагает ему представить себе другую женщину.

## В ролях
| Актёр      | Роль                |
| ---------- | ------------------- |
| Сон Хёнъа  | Сехи                |
| Ха Чон У   | Чиу                 |
| Пак Чион   | Сехи (до операции)  |
| Ким Сонмин | пластический хирург |